# Parotodus
Genre
Parotodus est un genre fossile de requins Lamniformes de la famille des Otodontidae.

## Fossiles
Le genre est connu grâce à des fossiles allant de l'Éocène au Quaternaire (entre  15,97 et 0,781 Ma). Les fossiles se trouvent dans des couches marines d'Italie, Madagascar, Espagne, Égypte, Japon, Malte et aux États-Unis.

## Liste d'espèces
Les espèces dans ce genre sont :
- †Parotodus benedenii Le Hon, 1871
- †Parotodus mangyshlakensis Kozlov, 1999
- †Parotodus pavlovi Menner, 1928

## Classification
Le nom valide complet (avec auteur) de ce taxon est Parotodus Cappetta, 1980.